# کرنپا گورنا
کرنپا گورنا (به لهستانی:  Krępa Górna) یک روستا در لهستان است که در گمینا لیپسکو واقع شده‌است.
 کرنپا گورنا  ۳۲۰ نفر جمعیت دارد.